# (419624) 2010 SO16
2010 SO16は、広域赤外線探査衛星が発見した地球近傍小惑星である。絶対等級は20.7等級。地球から観測すると月のように周囲を公転しているように見える、地球の準衛星の一つでもある。
北アイルランドのアーマー天文台のクリストウ・アポストロスとデイヴィッド・アッシャーにより詳細な研究が行われている。2010 SO16は、地球軌道付近を馬蹄形軌道で公転しており、衝突する可能性は今のところ無い。2010 SO16は、軌道が非常に安定しているため、12万年間はこの軌道を維持し続けると考えられている。